# Brisbane Skytower
Brisbane Skytower è un grattacielo di Brisbane, nel Queensland, in Australia.

## Caratteristiche
L'edificio, alto 270 metri e con 90 piani è l'edificio più alto della città e il quarto più alto dell'Australia.
Brisbane Skytower è uno dei due edifici nello sviluppo 111 + 222 ; l'altro è un hotel Westin a cinque stelle di 42 piani al 111 Mary Street, venduto a settembre 2015 al Felicity Hotel Group e ora noto come Mary Lane.
La torre residenziale include 1.138 appartamenti con una, due e tre camere da letto, oltre a sub-attici e attici. Un ponte ricreativo, all'89 ° piano, ospita la piscina a sfioro più alta d'Australia. È incluso un parcheggio interrato di otto piani, per un totale di 980 posti.

## Galleria d'immagini

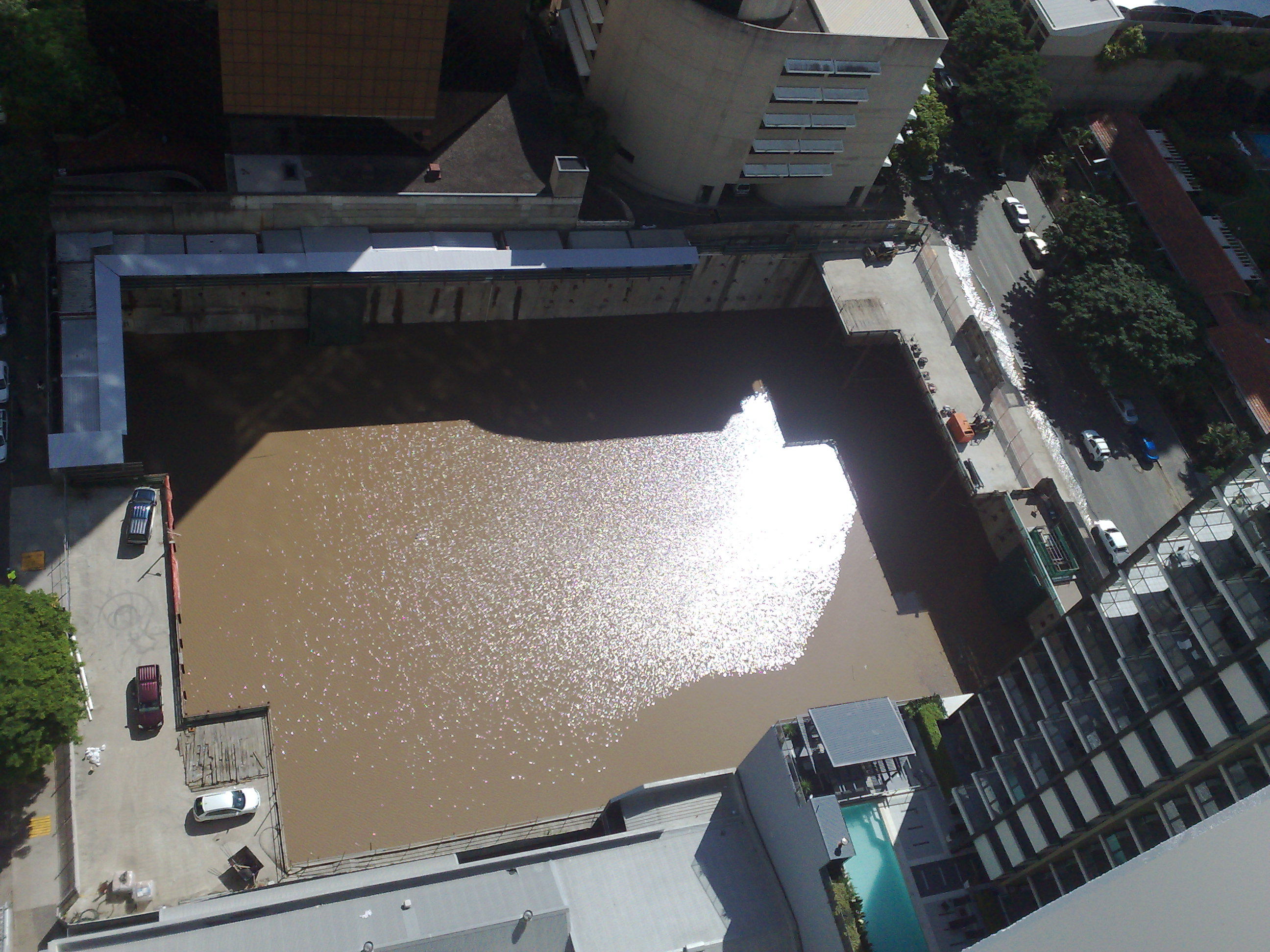
Il cantiere riempito d'acqua dopo l'alluvione di Brisbane nel 2011
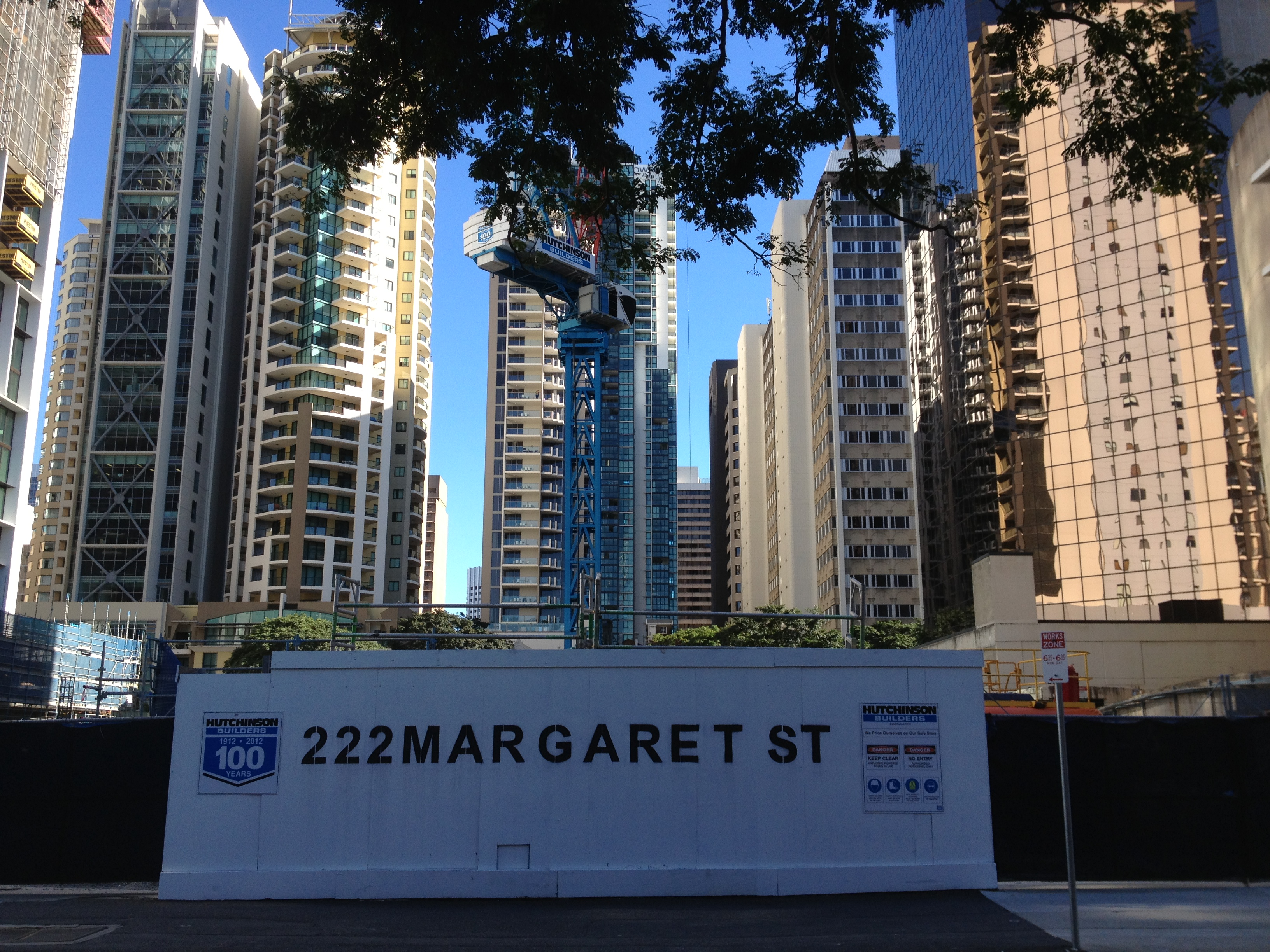
Cantiere nel maggio 2013
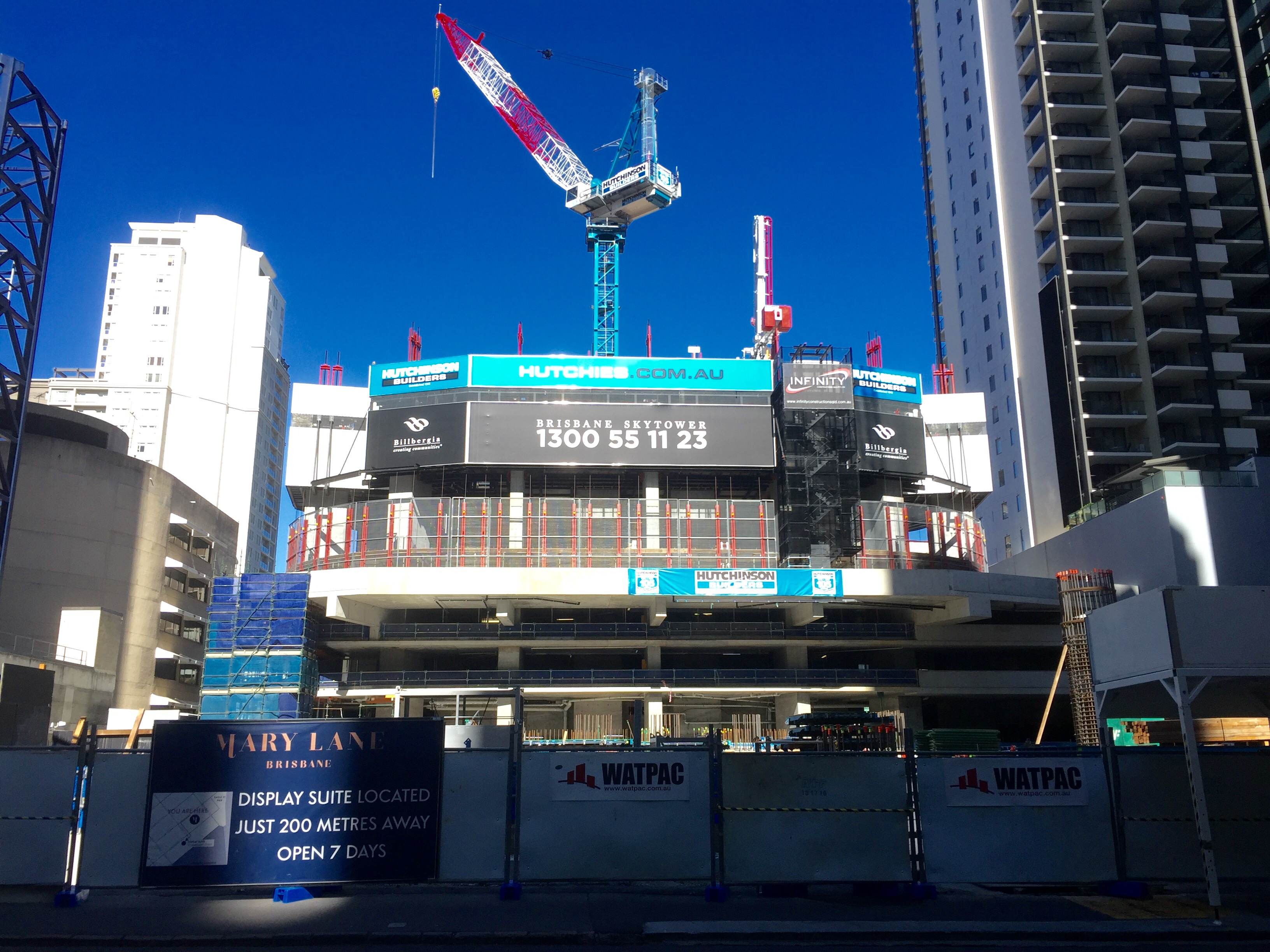
Edificio in costruzione ad agosto 2016
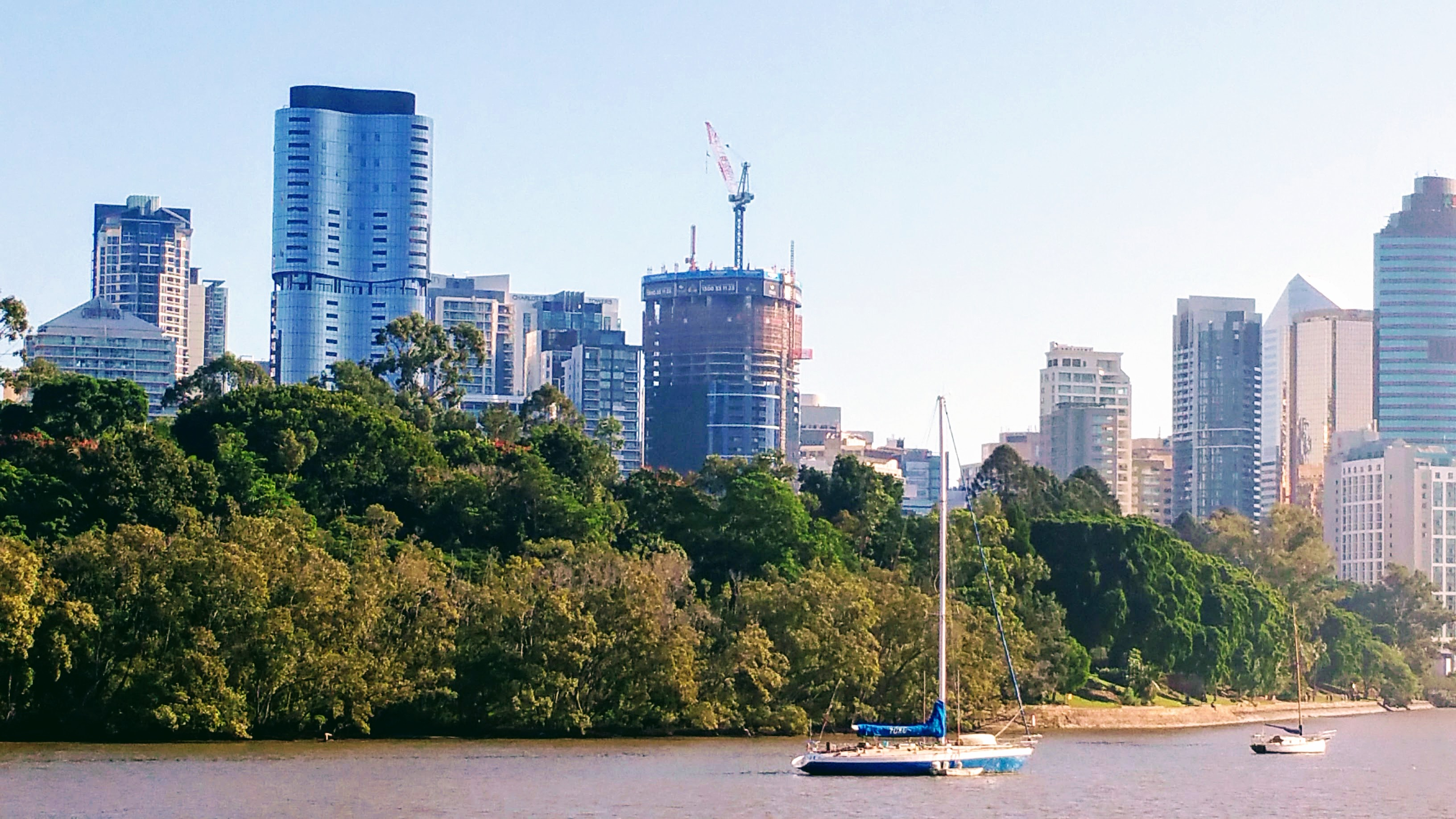
In costruzione a maggio 2017
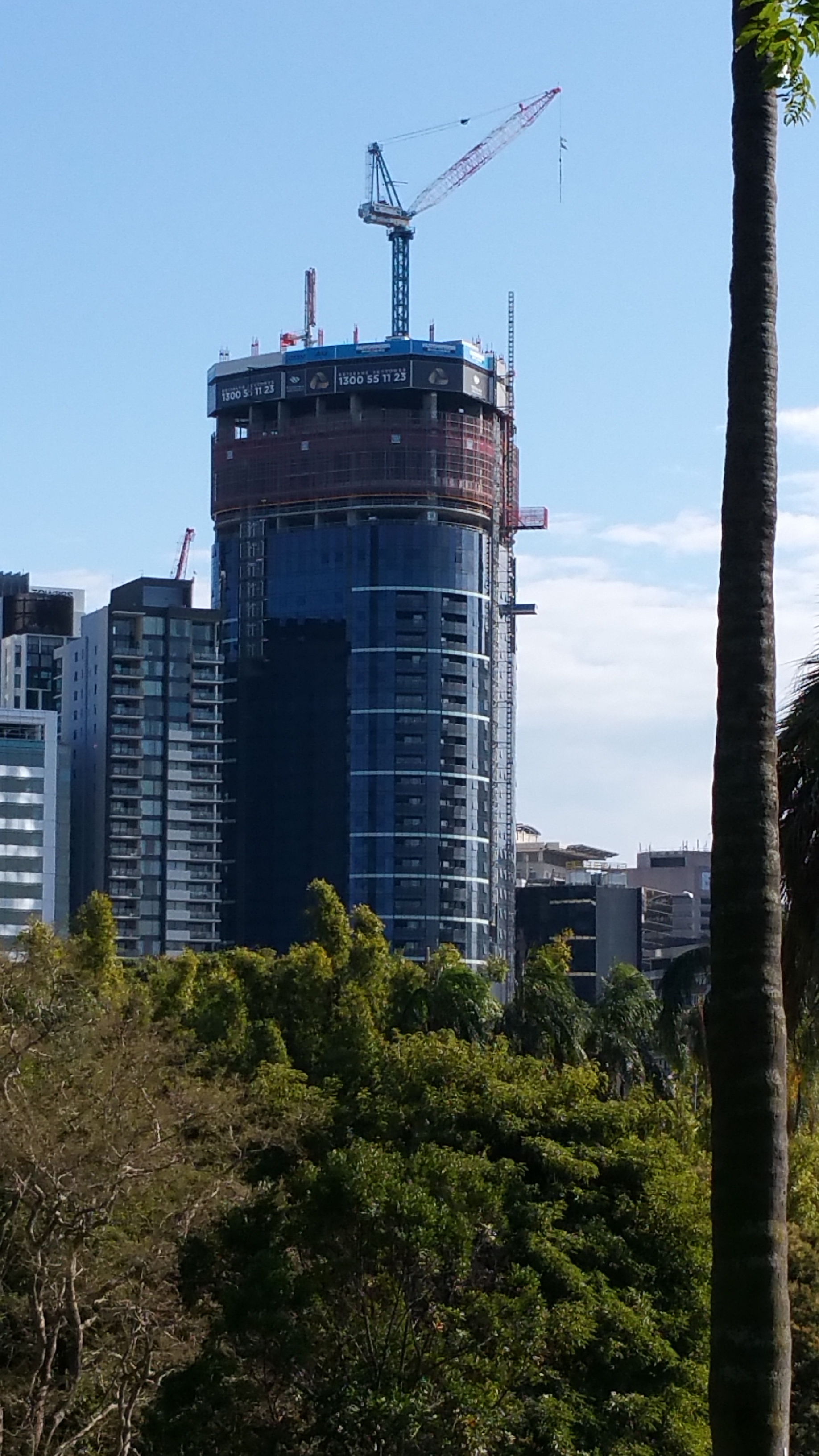
In costruzione ad agosto 2017 [livello 43]
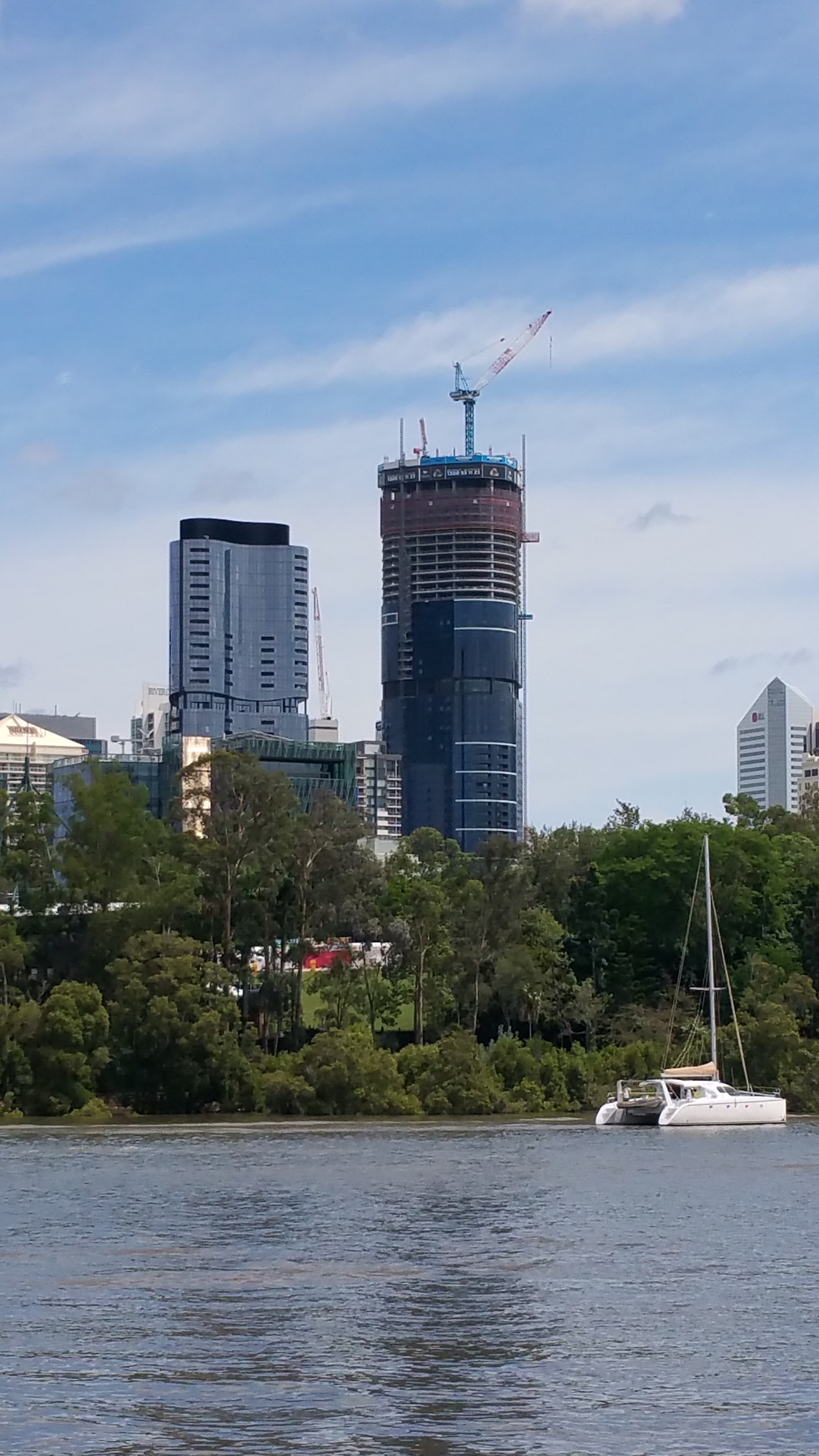
Brisbane Skytower in costruzione a dicembre 2017 [livello 62]
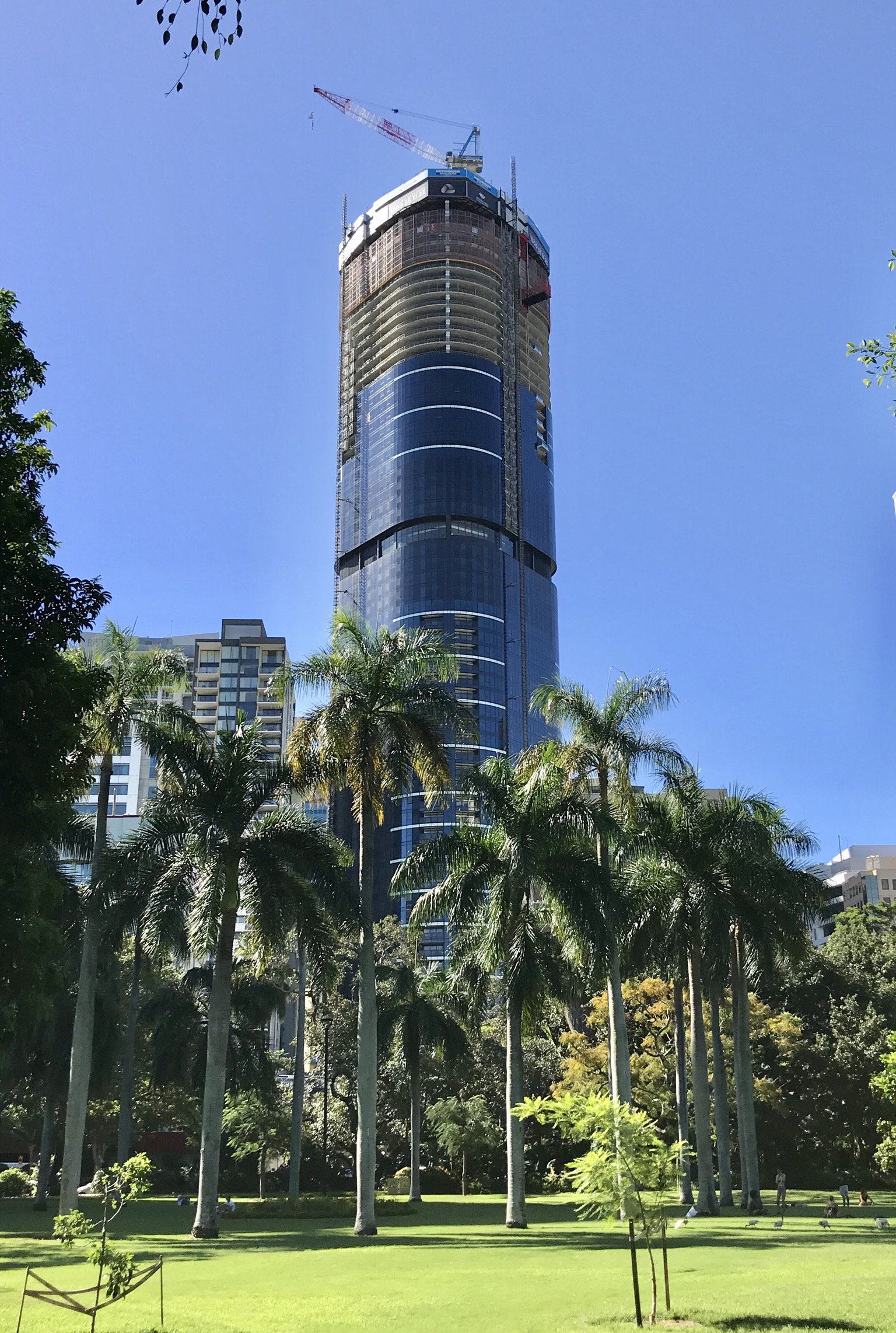
Nel gennaio 2018
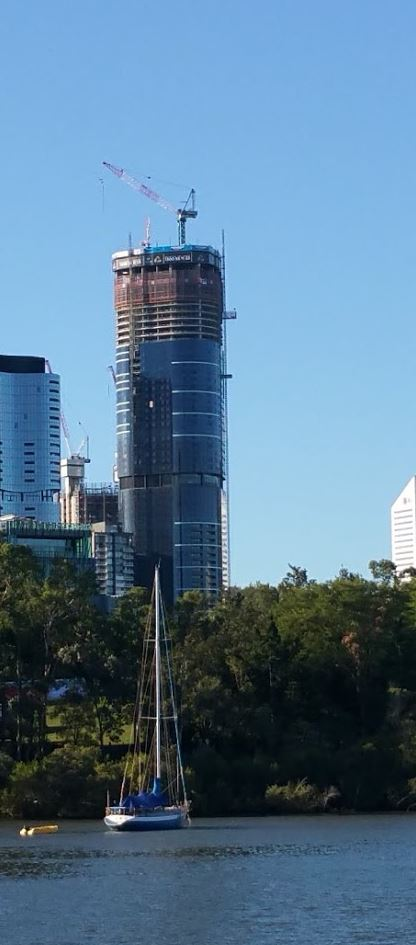
A partire da febbraio 2018 - Piano 70
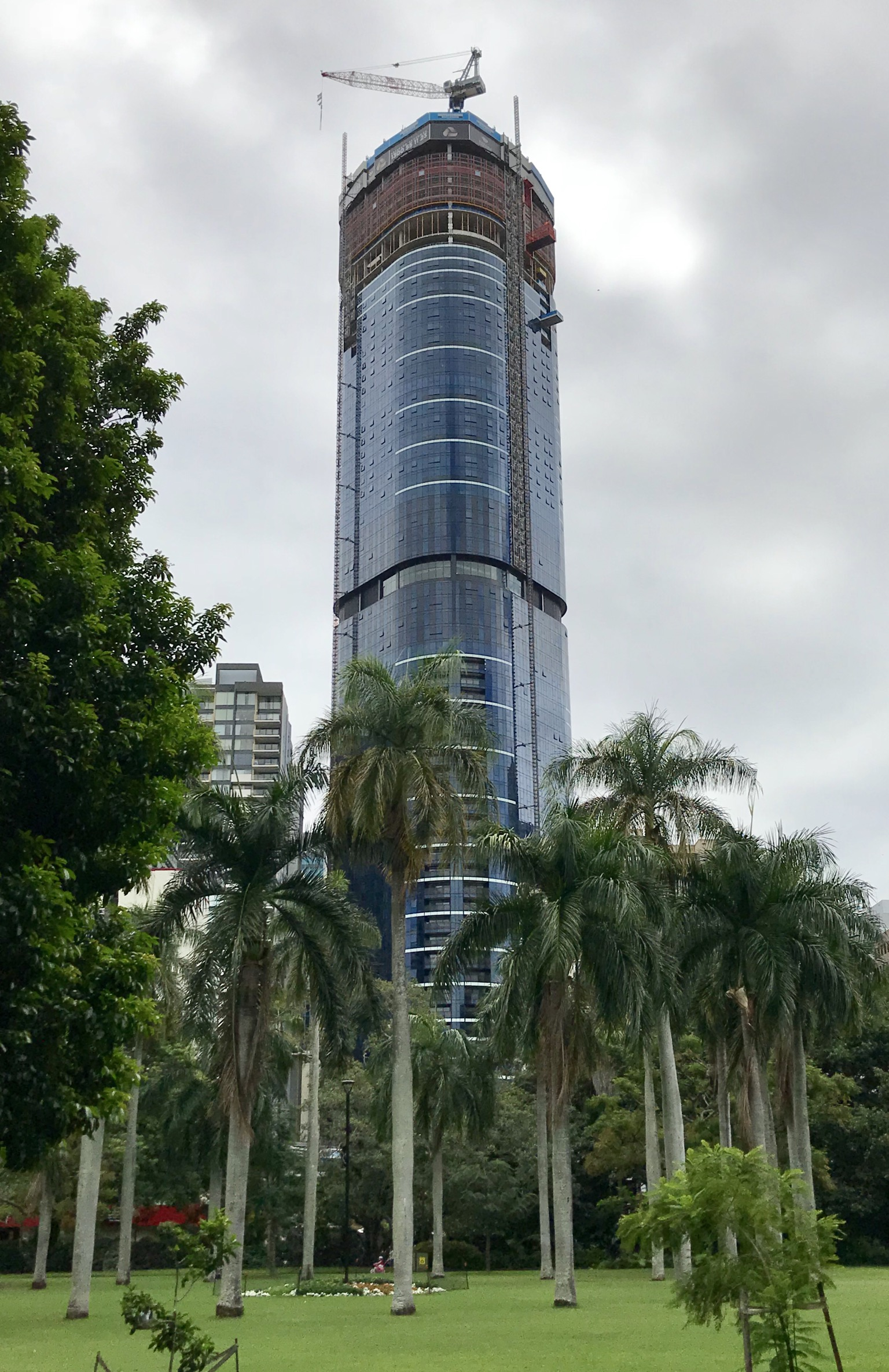
In costruzione a partire da marzo 2018
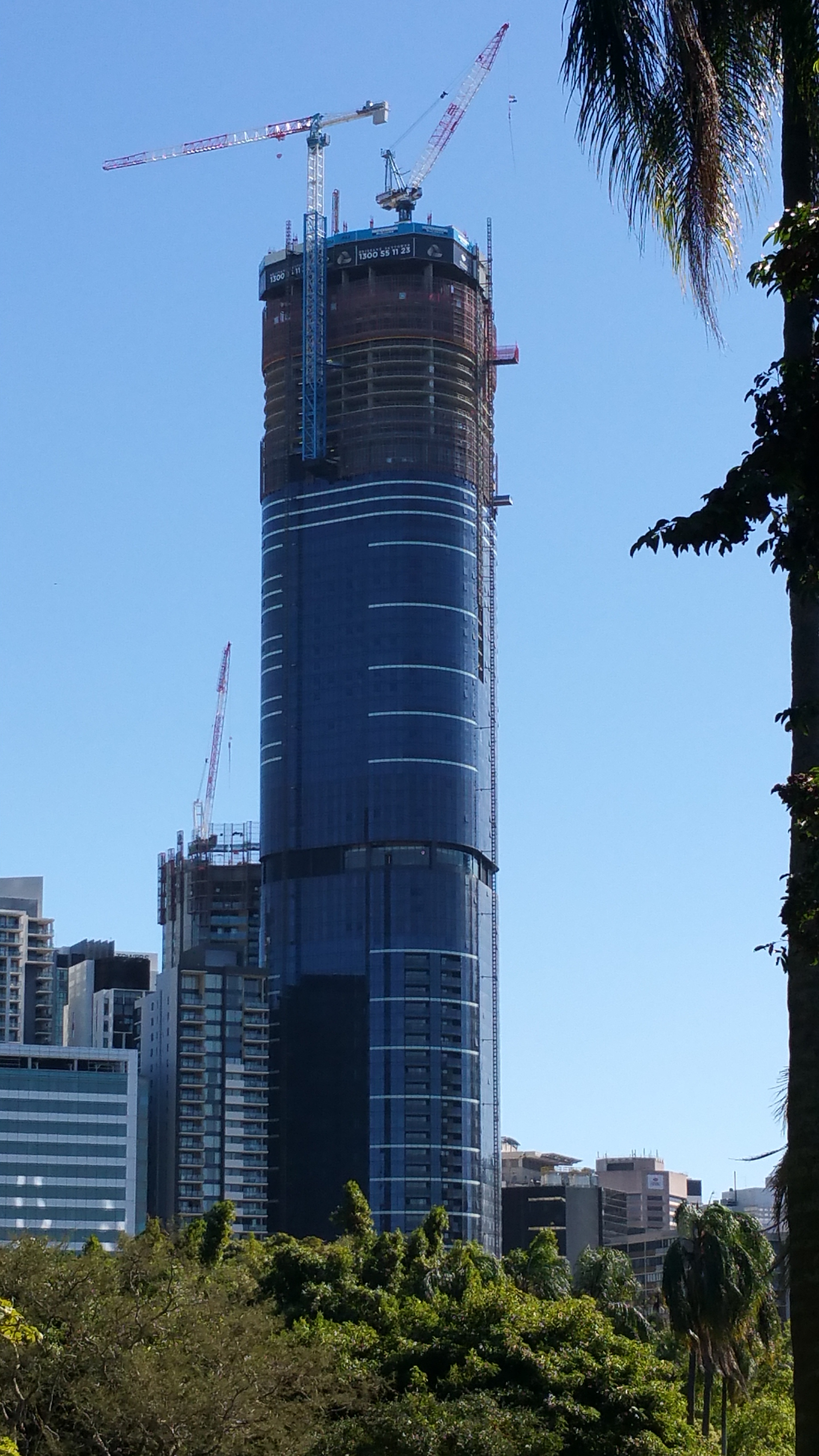
Lo skytower del 12 maggio 2018 [Piano 79]
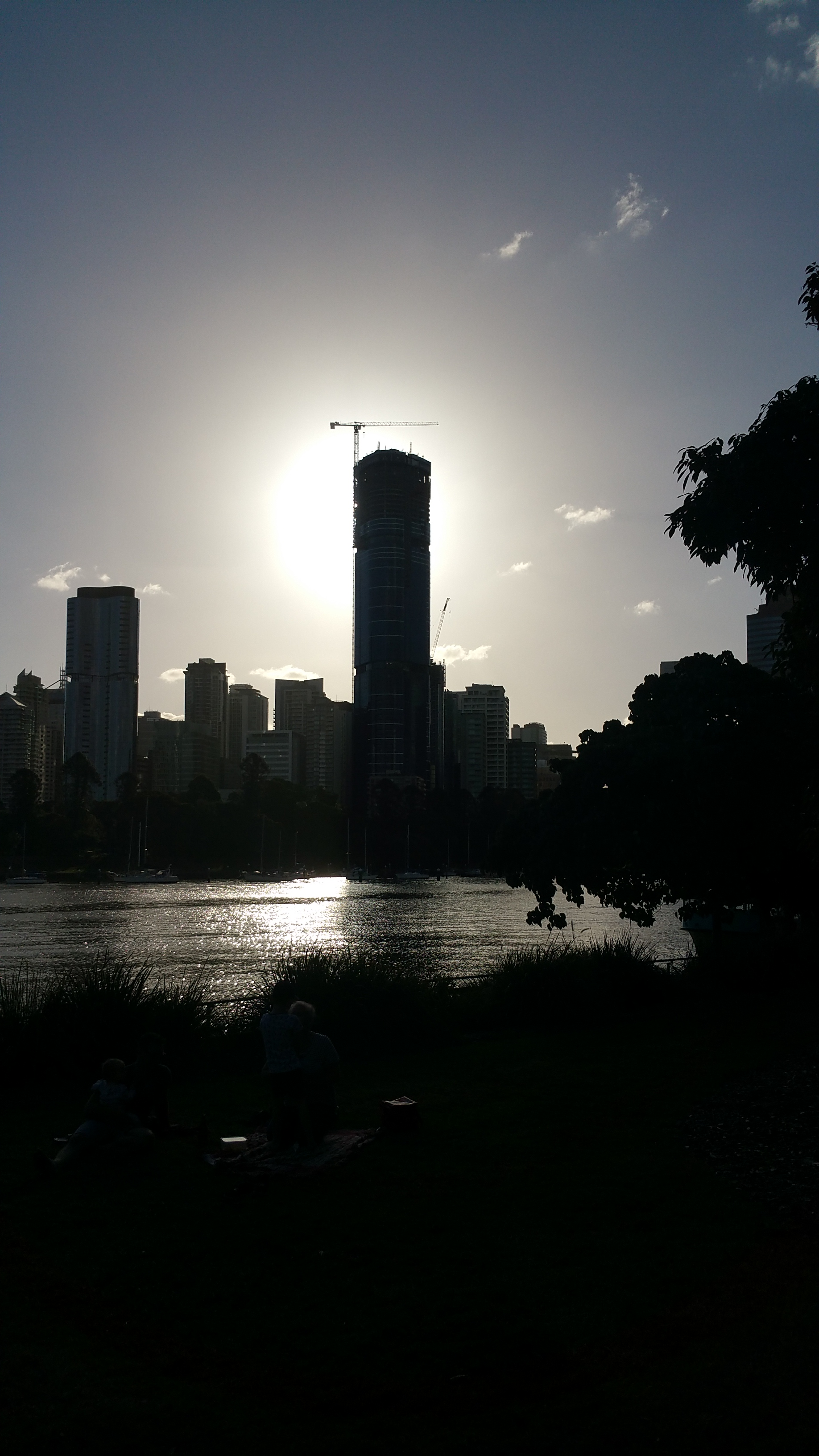
Brisbane SkyTower vicino al tramonto.